# Черник (Липецкая область)
Черник — село в Измалковском районе Липецкой области России. Входит в состав Пономарёвского сельсовета.

## География
Село находится в западной части Липецкой области, в лесостепной зоне, на берегах ручья Черник (левый приток Большой Чернавы), к западу от автодороги 42К-427, на расстоянии примерно 10 километров (по прямой) к юго-юго-востоку от Измалкова, административного центра района. Абсолютная высота — 193 метра над уровнем моря.

### Климат
Климат характеризуются как умеренно континентальный, с умеренно холодной продолжительной зимой и тёплым летом. Средняя температура воздуха самого холодного месяца (января) — −11 — −9,9 °C; самого тёплого месяца (июля) — 19,5 — 20 °C. Вегетационный период длится в среднем 180 дней. Среднегодовое количество атмосферных осадков варьирует в пределах от 450 до 500 мм, из которых около 75 % выпадает в тёплый период в виде дождя.

### Часовой пояс
Село Черник, как и вся Липецкая область, находится в часовой зоне МСК (московское время). Смещение применяемого времени относительно UTC составляет +3:00.

## Население
| 2010 |
| ---- |
| 108  |

### Половой состав
По данным Всероссийской переписи населения 2010 года в гендерной структуре населения мужчины составляли 50 %, женщины — соответственно также 50 %.

### Национальный состав
Согласно результатам переписи 2002 года, в национальной структуре населения русские составляли 92 % из 138 чел.